# 운중고등학교
운중고등학교(雲中高等學校)는 대한민국 경기도 성남시 분당구 운중동에 있는 공립 고등학교이다.

## 학교 연혁
- 2010년 1월 11일 : 운중고등학교 설립 인가 (3년제, 24학급)
- 2010년 3월 2일 : 초대 이민식 교장 취임
- 2010년 3월 2일 : 제1회 입학식(237명)
- 2013년 2월 7일 : 제1회 졸업식(8학급 233명)
- 2023년 3월 1일 : 제5대 이희분 교장 취임
- 2024년 1월 9일 : 제12회 졸업장 수여식(195명)
- 2024년 3월 4일 : 제15회 입학식(8학급 222명)

## 참고 자료
- 운중고등학교 - 한국교육학술정보원 학교알리미